# Big Bang-motor
Big Bang-motor (ook wel big banger) was in het verleden de gebruikelijke benaming voor een grote eencilindermotor.
Later werd de naam gebruikt voor de in wegraces gebruikte motoren met aangepaste (korte) ontstekingsintervallen, waardoor  motorfietsen met een hoog vermogen beter te berijden zijn, doordat de achterband met het accelereren meer gebruikmaakt van statische weerstand in plaats van dynamische weerstand. Het principe werd voor het eerst toegepast op de Honda NSR 500 1992, maar direct nagemaakt door alle 500 cc-wegraceteams. Ook bij de huidige viertaktmotoren in de MotoGP-klasse worden soms nog Big Bang-motoren gebruikt. 